# Asher Book

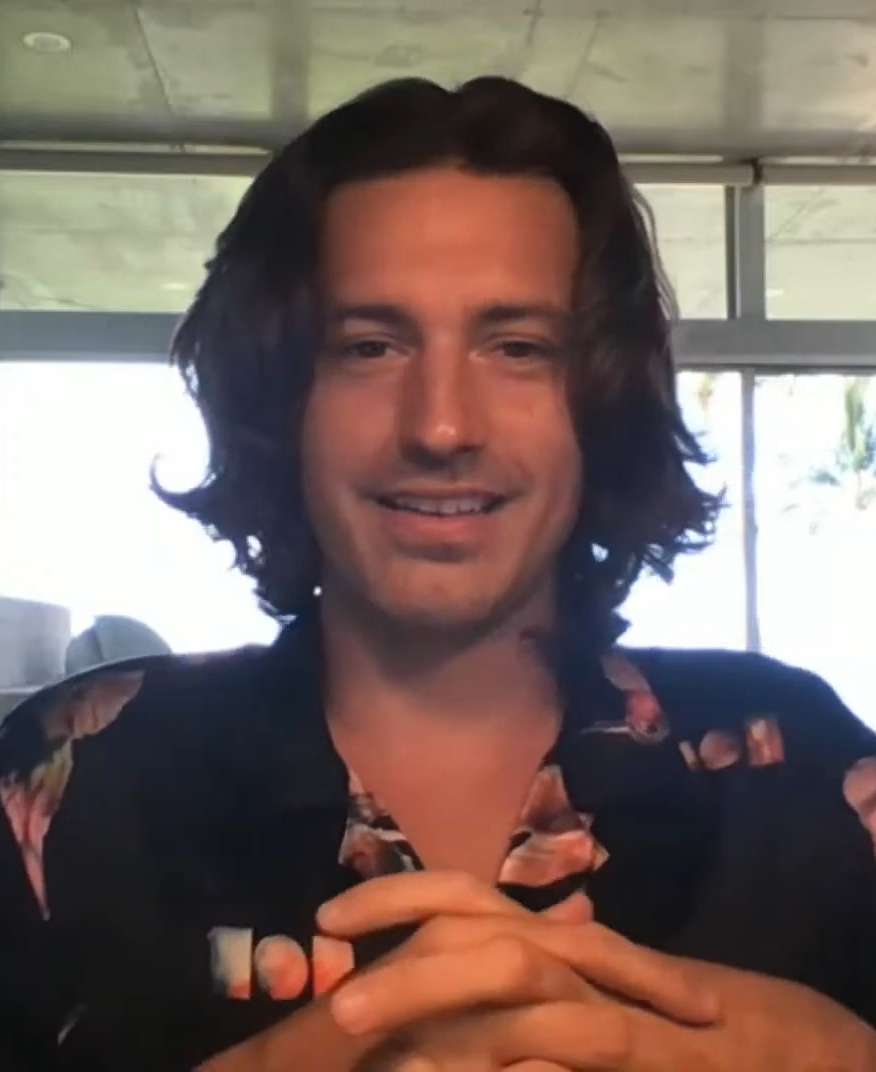
Asher Book, 2022

Asher Monroe Book (* 18. September 1988 in Arlington, Virginia) ist ein US-amerikanischer Schauspieler, Sänger und Tänzer.

## Karriere
Seine erste Rolle als Schauspieler erhielt er 2004 im Fernsehfilm Pop Rocks. Es folgten einige Auftritte in Fernsehserien, bevor er 2007 die Hauptrolle im Fernsehfilm Eight One Eight erhielt. Im Jahr 2009 folgte eine Hauptrolle in der Neuverfilmung des Kinofilms Fame – Der Weg zum Ruhm. 2010 war er in den TV-Serien Parenthood und  The Mentalist (Folge „Red Carpet Treatment“) zu sehen.
Nachdem er bis Oktober 2010 Teil der Boygroup V Factory war, unterschrieb er 2011 einen Solo-Vertrag beim Label D Empire und veröffentlichte in der Folge mehrere Singles. Sein Debüt-Album Here With You erschien Anfang 2013.